# Антикапиталисты
«Антикапиталисты» (исп. Anticapitalistas, кат. Anticapitalistas, баск. Antikapitalistak), до января 2015 года «Антикапиталистические левые» (или «Левые антикапиталисты», исп. Izquierda Anticapitalista), в 1995—2008 годах «Альтернативное пространство» (исп. Espacio Alternativo) — леворадикальное конфедеративное политическое объединение троцкистского толка в Испании, опирающееся на «открытый, плюралистический и критический марксизм», и определяющее себя как революционная, антикапиталистическая, интернационалистическая, феминистическая и социалистическая организация. Раньше имели регистрацию политической партии, с января 2015 года по январь 2020 года входили в широкую левую партию «Подемос» на правах политической ассоциации.

## Предыстория
История самой крупной троцкистской организации Испании восходит к выделившейся из Фронта народного освобождения («Фелипе») каталонской группе «Коммунизм», фракционная борьба в которой привела в 1971 году к расколу на «Троцкистскую фракцию» (затем «Троцкистскую организацию») и Революционную коммунистическую лигу (РКЛ), установившую связь с Воссоединённым Четвёртым интернационалом.
В 1991 году троцкистская РКЛ объединилась с маоистским «Коммунистическим движением» в недолговечную организацию под названием «Альтернативные левые», вошедшую в конфедерацию «Объединённые левые». После провала этого проекта в 1995 году бывшие члены РКЛ учредили новую организацию — «Альтернативное пространство». Она получила некоторую поддержку как внутри «Объединённых левых» (главным образом от экосоциалистов), так и вне этой коалиции.
В декабре 2007 года EA окончательно вышла из состава ОЛ, а в ноябре 2008 года приняла название «Антикапиталистические левые». 23 февраля 2009 года «Антикапиталистические левые» были внесены в регистр политических партий Министерства внутренних дел Испании, после чего приняли участие в нескольких выборах, но без успешных результатов (0,1 % на парламентских выборах 2011 года), хотя накануне выборов 2009 года в Европарламент с манифестом в поддержку «Антикапиталистических левых» выступили такие всемирно известные фигуры, как Ноам Хомский, Славой Жижек, Кен Лоуч, Оливье Безансно, Даниэль Бенсаид, Михаэль Леви, Энцо Траверсо, Эрик Туссен, Жильбер Ашкар, Мишель Варшавский.

## В составе «Подемос»
Опираясь на массовое движение M15 (Indignados — испанского аналога Occupy Wall Street), партия «Антикапиталистические левые» инициировала создание «Подемос» — новой партии, способной бросить вызов двухпартийной системе Народной партии и ИСРП. Вдохновением для построения широкой левой политической силы для испанских активистов стал успех греческой Коалиции радикальных левых (СИРИЗА).
Спустя 5 месяцев после своего основания, партия «Подемос» успешно выступила на выборах в Европарламент 2014 года. Двое из пяти избранных от неё евродепутатов — 32-летняя Тереса Родригес и 36-летняя Лола Санчес — были активистками «Антикапиталистических левых» (в марте 2015 года на местных выборах в Андалусии Тереса Родригес, возглавив список «Подемос», перешла в парламент Андалусии из Европарламента; её место в последнем занял другой член «Антикапиталистов», Мигель Урбан). Впрочем, вскоре влияние АЛ в «Подемос» отошло на второй план по сравнению с единоличным партийным лидером Пабло Иглесиасом и его окружением.
В октябре 2014 года гражданская ассамблея «Подемос» приняла поддержанную Пабло Иглесиасом резолюцию, запрещающую руководящим функционерам «Подемос» состоять в других партиях, что подрывало влияние в ней таких организаций, как «Антикапиталистические левые». Ввиду этого АЛ на своей конференции в январе 2015 года приняла решение о преобразовании из политической партии в ассоциацию «Антикапиталисты», члены которой продолжали активно работать в отделениях «Подемос» по всей стране вплоть до февраля 2020 года, когда Тереса Родригес и ставший вице-премьером Пабло Иглесиас в совместном видео объявили о выходе ассоциации из состава «Подемос» — вхождение последней в социал-демократическое правительство Педро Санчес выявило окончательную несовместимость с революционной стратегией марксистской организации «Антикапиталисты».

## Деятельность
Организация позиционирует себя как преемник не только Революционной коммунистической лиги, но и Рабочей партии марксистского единства (ПОУМ).
Исторически, РКЛ была активна в студенческой среде и в рабочем движении, в первую очередь в профобъединении «Рабочие комиссии»; значительную часть численного состава партии составляли промышленные рабочие. В начале XXI века «Антикапиталисты» высказываются приоритетность работы в левых гражданских платформах и альтерглобалистском движении. Поле их политической деятельности охватывает социальные движения, профсоюзы и народные ассамблеи.
Членом партии «Антикапиталисты» является Хосе Мария Гонсалес Сантос по прозвищу Киче — мэр города Кадис с 2015 года.
«Антикапиталисты» — секция крупнейшего троцкистского интернационала Воссоединённый Четвёртый интернационал и участник объединения «Европейские антикапиталистические левые».